# 1945
1945. је била проста година.

## Догађаји

### Јануар
- 1. јануар — Народноослободилачка војска Југославије (НОВЈ) званично преименована у Југословенску армију (ЈА), а Врховни штаб у Генералштаб.
- 17. јануар — Совјетске трупе и пољске снаге су у Другом светском рату ослободиле Варшаву.
- 19. јануар — Црвена армија је ослободила Лођски гето.
- 20. јануар — Немачка је започела евакуацију најмање 1,8 милиона становника Источне Пруске.
- 23. јануар — Немачки велики адмирал Карл Дениц је наредио почетак операције Ханибал, која је постала један од највећих евакуација морем у историји, са више од милион људи пребачених током 15 недеља.
- 27. јануар — Савезничке трупе ослободиле логор Аушвиц.

### Фебруар
- 4. фебруар — Черчил, Рузвелт и Стаљин су се састали на Кримској конференцији у Јалти да би се договорили о акцијама за завршетак Другог светског рата и плановима у послератном периоду.
- 19. фебруар — Америчке снаге искрцале се у Другом светском рату на пацифичко острво Иво Џима.

### Март
- 4. март — Основано је спортско друштво Црвена звезда.
- 5. март — Америчке трупе у Другом светском рату ушле у Келн.
- 7. март — Потиснувши јапанске снаге у Другом светском рату, британска 14. армија ушла у Мандалеј, други по величини град у Бурми.
  - Трупе САД су током битке за Ремаген у Другом светском рату заузеле стратешки важан Лудендорфов мост преко Рајне, што им је омогућило да успоставе и прошире мостобран на тлу Немачке.
    - После оставке краљевске владе Јосип Броз Тито формирао нову југословенску владу у коју су ушли и шеф Демократске странке Милан Грол, као први потпредседник, и Иван Шубашић, као министар иностраних послова.
- 9. март — Официри Јапанске царске војске су збацили власти Француске Индокине.
  - Оружане снаге САД су касно увече отпочеле неселективно бомбардовање Токија запаљивим бомбама у коме је током ноћи побијено око 100.000 цивила.
- 11. март — Јапанци су успоставили марионетско Вијетнамско царство на челу са царем Бао Дајем.
  - У Јалти на Криму завршена је конференција лидера трију великих сила антихитлеровске коалиције који су ускладили војне планове за окончање Другог светског рата и договорили се о оснивању Уједињених нација.
- 14. март — Британско ратно ваздухопловство на железнички вијадукт у немачком граду Билефелд је први пут избацило најтежу бомбу у Другом светском рату, "Велики Слем", тешку 9 тона.
- 23. март — Почела је битка на Рајни у Другом светском рату.
- 26. март — После тешких борби, америчке трупе у Другом светском рату освојиле пацифичко острво Иво Џима.

### Април
- 4. април — Битка на Лијевчу пољу је сукоб који се одиграо од 4. априла до 6. априла између здружених усташко-домобранских снага с једне стране и четника с друге стране, недалеко од Бање Луке у Лијевчу пољу. Снагама НДХ је заповедао генерал Владимир Метикош, а четничким потпуковник Павле Ђуришић. Битка је завршена хрватском победом.
- 6. април — Јединице Југословенске армије су ослободиле Сарајево.
- 7. април — Амерички авиони у Другом светском рату потопили највећи јапански ратни брод „Јамато“.
- 11. април — Америчке трупе освојиле, у Другом светском рату, немачке градове Есен и Вајмар и ослободиле концентрациони логор Бухенвалд.
- 12. април — Југословенска армија је пробила Сремски фронт и отпочела борбе за завршно ослобођење Југославије.
  - Хари Труман је положио заклетву као 33. председник САД након смрти Френклина Рузвелта.
- 15. април — Совјетска подморница је потопила немачки избеглички брод Гоја са 7000-8000 путника, што је преживело 183 особе.
- 22. април — Из концентрационог логора Јасеновац пробило се 80 логораша, а њих 520 је том приликом убијено.
- 23. април — Совјетска армија у Другом светском рату ослободила нацистичке логоре "Захсенхаузен" и "Равензбрик".
- 25. април — Совјетске и америчке трупе среле се, први пут у Другом светском рату, код места Торгау у Немачкој.
- 29. април — Америчке трупе су у Другом светском рату ослободиле немачки концентрациони логор Дахау.
  - Адолф Хитлер се женио својом дугогодишњом партнерком Евом Браун и одредио адмирала Карла Деница за свог наследника.
    - Снаге Нацистичке Немачке у Другом светском рату капитулирале су у северној Италији, Аустрији, Штајерској и Корушкој.
- 30. април — Југословенска армија ослободила је у Другом светском рату усташки логор Јасеновац.
  - Адолф Хитлер и његова супруга Ева Браун извршили су самоубиство у подземном бункеру у Берлину док су совјетске трупе касно увече заузеле зграду Рајхстага.

### Мај
- 1. мај — Јозеф Гебелс и његова супруга Магда су отровали цијанидом своје шесторо деце, а затим извршили самоубиство.
- 2. мај — Генерал Хелмут Вајдлинг, командант немачких трупа у Берлину је предао град совјетским војницима предвођеним маршалом Георгијем Жуковим, чиме је окончана битка за Берлин.
- 7. мај — Немачки генерал Алфред Јодл је у Ремсу име Вермахта потписао документ о немачкој безусловној капитулацији у Другом светском рату.
- 8. мај — Фелдмаршал Вилхелм Кајтел у Берлину потписао завршни документ о капитулацији Немачке и окончању Другог светског рата у Европи.
- 10. мај — Совјетске трупе у Другом светском рату заузеле Праг.
- 13. мај — У области Фоче, Миљевине и Калиновика извршена је ликвидација око 22.000 ненаоружаних српских младића који су током 1944. године били мобилисани у састав Југословенске војске у отаџбини. Починиоци злочна су били припадници СС Ханџар дивизије, а жртве ненаоружани српски младићи из Шумадије.
- 15. мај — Предајом немачких и колаборационистичких трупа окончан је Други светски рат у Југославији.
- Крај маја — Масакр на Кочевском Рогу.

### Јун
- 19. јун — Основана је државна комисија Разграничење Србије и Хрватске. На челу комисије је Милован Ђилас, а чланови су били Вицко Крстуловић (министар унутрашњих послова НР Хрватске), Милентије Поповић (министар унутрашњих послова НР Србије), Јован Веселинов, секретар ЈНОФ Војводине и Јерка Златарић, председник Окружног суда у Сомбору.
- 21. јун — Јапанске трупе на острву Окинава, које је служило као последња одбрана Јапана у Другом светском рату, предале су се Американцима.
- 26. јун — Повеља Уједињених нација је потписана на Конференцији ОУН о међународним организацијама у Сан Франциску од стране 50 првобитних земаља чланица. Ступила је на снагу 24. октобра, пошто ју је ратификовало пет земаља оснивача — Република Кина, Француска, Савез Совјетских Социјалистичких Република, Уједињено Краљевство, и Сједињене Америчке Државе — и већина других потписница

### Јул
- 1. јул — Први дан планираног британско-америчко-пољско-немачког напада на Совјетски Савез по британском војном плану Операција Незамисливо.
- 16. јул — У пустињи код града Аламогордо у држави Нови Мексико војска САД је извршила Тринити тест, прву пробу атомске бомбе.
- 17. јул — У Потсдаму је почела Потсдамска конференција о послератној будућности Европе.
- 26. јул — На парламентарним изборима у Уједињеном Краљевству победили лабуристи и њихов лидер Клемент Атли на месту премијера заменио Винстона Черчила.
- 28. јул — Амерички бомбардер Б-25 у густој магли ударио у „Емпајер стејт билдинг“ у Њујорку, тада највишу зграду у свету.
- 30. јул — Јапанска подморница И-58 је потопила америчку крстарицу Индијанаполис, изазвавши смрт 883 морнара.

### Август
- 6. август — Америчке снаге бациле атомску бомбу на јапански град Хирошима.
- 9. август — Бачена атомска бомба на јапански град Нагасаки.
- 14. август — Јапан је прихватио савезничке захтеве за безусловну капитулацију.
- 15. август — Кореја добила независност од Јапана.
- 19. август — У Вијетнаму је под руководством Хо Ши Мина и ослободилачког покрета „Вијетмин” почела „августовска револуција” против француских колонијалних трупа.
- 21. август — Физичар Хари К. Даглијан млађи смртоносно озрачен током експеримента са „демонским језгром“ у Националној лабораторији Лос Аламос.
- 30. август — Уједињено Краљевство је поново успоставила своју власт у Хонгконгу, након три године и седам месеци јапанске окупације.

### Септембар
- 2. септембар — Јапан је на америчком броду Мисури, у Токијском заливу, потписао капитулацију чиме је и званично завршен Други светски рат.

### Октобар
- 4. октобар — Основан Партизан.
- 21. октобар — На изборима у Француској први пут су гласале жене.
- 24. октобар — Ступила је на снагу Повеља УН, коју је у јуну 1945. потписала 51 земља оснивач Уједињених нација.

### Новембар
- 11. новембар — У Југославији одржани избори за уставотворну Скупштину. Листа Народног фронта, предвођена Јосипом Брозом Титом, вођом југословенских комуниста, освојила 90% гласова.
- 29. новембар — У Београду проглашена Федеративна Народна Република Југославија, чиме је званично укинута монархија. У састав ФНРЈ ушло шест народних република (НР Словенија, НР Хрватска, НР Босна и Херцеговина, НР Црна Гора, НР Србија, НР Македонија) и две аутономне области у саставу Србије (Војводина и Космет).

## Рођења

### Јануар
- 10. јануар — Род Стјуарт, енглески музичар, најпознатији као певач
- 11. јануар — Жералдо Азеведо, бразилски музичар
- 19. јануар — Драган Холцер, југословенски фудбалер (прем. 2015)
- 29. јануар — Том Селек, амерички глумац, продуцент и војни ветеран

### Фебруар
- 6. фебруар — Јожеф Каса, мађарско-српски политичар, економиста и банкар (прем. 2016)
- 6. фебруар — Боб Марли, јамајкански музичар, један од пионира регеа (прем. 1981)
- 9. фебруар — Мија Фароу, америчка глумица и модел
- 17. фебруар — Бренда Фрикер, ирска глумица
- 19. фебруар — Мајкл Нејдер, амерички глумац (прем. 2021)

### Март
- 2. март — Гордон Томсон, канадски глумац
- 3. март — Џорџ Милер, аустралијски редитељ, сценариста и продуцент
- 20. март — Пет Рајли, амерички кошаркаш и кошаркашки тренер
- 29. март — Волт Фрејжер, амерички кошаркаш
- 30. март — Ерик Клептон, енглески музичар, најпознатији као гитариста

### Април
- 2. април — Линда Хант, америчка глумица
- 14. април — Ричи Блекмор, енглески музичар, најпознатији као суоснивач и гитариста групе
- 24. април — Никодим Комљеновић, српски протосинђел (прем. 2002)
- 25. април — Бјорн Улвеус, шведски музичар, певач, гитариста,текстописац и музички продуцент,  најпознатији као члан групе

### Мај
- 8. мај — Кит Џарет, амерички пијаниста и композитор
- 9. мај — Слободан Ж. Јовановић, српски редитељ и сценариста (прем. 2016)
- 9. мај — Јуп Хајнкес, немачки фудбалер и фудбалски тренер
- 13. мај — Рајко Петров Ного, српски песник, есејиста и књижевни критичар (прем. 2022)
- 17. мај — Тони Роуч, аустралијски тенисер
- 19. мај — Пит Таунсенд, енглески музичар, најпознатији као суоснивач, фронтмен, певач и гитариста групе
- 28. мај — Џон Фогерти, амерички музичар, најпознатији као суоснивач, певач и гитариста групе
- 31. мај —Рајнер Вернер Фасбиндер, немачки редитељ,сценариста и глумац  (прем. 1982)

### Јун
- 9. јун — Луис Окања, шпански бициклиста (прем. 1994)
- 11. јун — Адријен Барбо, америчка глумица, певачица и списатељица
- 17. јун — Еди Меркс, белгијски бициклиста
- 25. јун — Карли Сајмон, америчка музичарка и ауторка књига за децу

### Јул
- 1. јул — Деби Хари, америчка музичарка, модел и глумица
- 10. јул — Вирџинија Вејд, енглеска тенисерка
- 17. јул — Александар II Карађорђевић, принц из династије Карађорђевић
- 20. јул — Илија Катић, српски фудбалер.
- 20. јул — Ким Карнс, америчка музичарка
- 26. јул — Хелен Мирен, енглеска глумица
- 26. јул — Станиша Стошић, српски певач (прем. 2008)
- 30. јул — Патрик Модијано, француски књижевник, добитник Нобелове награде за књижевност (2014)

### Август
- 14. август — Вим Вендерс, немачки редитељ, сценариста, продуцент, глумац, писац и фотограф
- 14. август — Стив Мартин, амерички глумац, комичар, писац и музичар
- 19. август — Ијан Гилан, енглески музичар, најпознатији као певач групе
- 21. август — Базил Поледорис, амерички композитор и диригент грчког порекла (прем. 2006)
- 22. август — Вида Павловић, српска певачица (прем. 2005)
- 23. август — Рита Павоне, италијанска музичарка и глумица
- 24. август — Кен Хенсли, енглески музичар и музички продуцент (прем. 2020)
- 31. август — Ван Морисон, ирски музичар и музички продуцент

### Септембар
- 11. септембар — Франц Бекенбауер, немачки фудбалер и фудбалски тренер (прем. 2024)
- 17. септембар — Брус Спенс, новозеландско-аустралијски глумац.
- 17. септембар — Фил Џексон, амерички кошаркаш и кошаркашки тренер
- 22. септембар — Илија Петковић, српски фудбалер и фудбалски тренер (прем. 2020)
- 26. септембар — Брајан Фери, енглески музичар
- 29. септембар — Реџи Банистер, амерички глумац, продуцент, сценариста и музичар

### Октобар
- 1. октобар — Харис Силајџић, бошњачки политичар
- 19. октобар — Дивајн, амерички глумац, певач и дрег краљица (прем. 1988)
- 19. октобар — Џон Литгоу, амерички глумац, музичар, песник и писац
- 21. октобар — Еверет Макгил, амерички глумац
- 21. октобар— Никита Михалков, руски редитељ и глумац

### Новембар
- 3. новембар — Герд Милер, немачки фудбалер (прем. 2021)
- 12. новембар — Нил Јанг, канадски музичар
- 15. новембар — Боб Гантон, амерички глумац
- 15. новембар — Ани-Фрид Лингстад, шведско-норвешка музичарка, најпознатија као чланица групе
- 16. новембар — Стив Рејлсбек, амерички глумац
- 17. новембар — Срђан Карановић, српски редитељ и сценариста
- 21. новембар — Голди Хон, америчка глумица, продуценткиња и певачица
- 30. новембар — Роџер Главер, британски музичар, најпознатији као басиста групе
- 30. новембар — Били Дрејго, амерички глумац (прем. 2019)

### Децембар
- 1. децембар — Бет Мидлер, америчка музичарка, глумица, комичарка и продуценткиња
- 9. децембар — Мајкл Нури, амерички глумац
- 16. децембар — Жељко Бебек, босанскохерцеговачко-хрватски музичар, најпознатији као певач групе Бијело дугме
- 17. децембар — Ерни Хадсон, амерички глумац
- 22. децембар — Дајана Сојер, америчка новинарка
- 24. децембар — Леми Килмистер, енглески музичар, најпознатији као суоснивач, певач и басиста групе Mötorhead (прем. 2015)
- 31. децембар — Вернон Велс, аустралијски глумац
- 31. децембар — Барбара Карера, америчко-никарагванска глумица и модел

## Смрти

### Март
- 26. март — Борис Шапошњиков, маршал Совјетског Савеза

### Април
- 12. април — Френклин Делано Рузвелт, 32. председник САД
- 18. април — Алберт Халер, хрватски књижевник. (*1883)
- 21. април — Валтер Модел, немачки фелдмаршал.
- 28. април — Бенито Мусолини, италијански фашистички вођа.
- 30. април — Адолф Хитлер, немачки политичар.

### Мај
- 1. мај — Јозеф Гебелс, немачки нацистички политичар. (*1897)
- 4. мај — Федор фон Бок, немачки фелдмаршал
- 23. мај — Хајнрих Химлер, немачки политичар. (* 1900)
- 24. мај — Роберт фон Грајм, немачки фелдмаршал

### Јул
- 8. јул — Васо Мискин Црни, народни херој Југославије
- 17. јул — Ернст Буш, немачки фелдмаршал
- 24. јул — Волфрам фон Рихтхофен, немачки фелдмаршал

### Август
- 10. август — Роберт Хачинс Годард, амерички физичар и проналазач

### Септембар
- 24. септембар — Ханс Гајгер, немачки физичар. (*1882)
- 26. септембар — Бела Барток, мађарски композитор и пијаниста. (*1881).

### Октобар
- 15. октобар — Пјер Лавал, француски политичар. (*1883).

### Новембар
- 2. новембар — Петар Драпшин, југословенски генерал и народни херој
- 10. новембар — Секула Дрљевић, црногорски политичар
- 20. новембар — Франсис Вилијам Астон, енглески физичар
- 30. новембар — Пол Масон, француски бициклиста. (*1874)

### Децембар
- 4. децембар — Томас Хант Морган, амерички биолог и генетичар. (*1866)
- 21. децембар — Џорџ Смит Патон, амерички генерал. (*1885)

## Нобелове награде
- Физика — Волфганг Паули
- Хемија — Артури Илмари Виртанен
- Медицина — Сер Александер Флеминг, Ернст Борис Чејн и Сер Хауард Волтер Флори
- Књижевност — Габријела Мистрал
- Мир — Кордел Хал (САД)
- Економија — Награда у овој области почела је да се додељује 1969. године